# 小田さくら
小田 さくら（おだ さくら、1999年3月12日 - ）は、日本の歌手、アイドル。ハロー!プロジェクトの女性アイドルグループモーニング娘。の11期メンバーおよびサブリーダー。神奈川県座間市出身。ハロプロ研修生出身。アップフロントプロモーション所属。

## 略歴
2011年
- 6月 - 7月、ハロー!プロジェクトの女性アイドルグループ、スマイレージ（当時）の新メンバーオーディションに参加し、最終候補となるが落選した。
- 10月1日、ハロプロエッグに加入。
- 11月12日・20日、「ハロプロ エッグ 文化祭 11月 〜新メン(!?)を迎えて〜」にて、ハロプロエッグの新メンバーとして山賀香菜恵と共に紹介された。

2012年
- 1月2日、ハロー!プロジェクトのコンサート「Hello! Project 2012 WINTER ハロ☆プロ天国」に研修生として出演し、ハロプロの先輩達のバックダンサーで初めてステージに立つ。
- 6月17日、山野ホールにて開催された「ハロプロ研修生 発表会 2012〜6月の生タマゴShow!〜」に研修生として出演。「グランドでも廊下でも目立つ君」などを披露した。
- 9月8日、参加していた「モーニング娘。11期メンバー『スッピン歌姫』オーディション」の最終審査日。当初、結果は後日発表される予定だったが同日につんく♂から直接、合格が告げられた。
- 9月9日、山野ホールにて開催された「ハロプロ研修生 発表会 2012〜9月の生タマゴShow!〜」に研修生として最後の出演。
- 9月14日、地元である神奈川県座間市のハーモニーホール座間で行われた「モーニング娘。誕生15周年記念コンサートツアー2012秋 〜カラフルキャラクター〜」の公開ゲネプロにて「モーニング娘。11期メンバー『スッピン歌姫』オーディション」の合格者として発表され、お披露目された。

2013年
- 1月2日、ハロー!プロジェクトのコンサート「Hello! Project 誕生15周年記念ライブ2013冬 〜ビバ!〜/〜ブラボー!〜」（1月2日 - 2月3日）に出演。モーニング娘。の一員として初めてステージパフォーマンスを披露した。
- 1月23日、モーニング娘。52ndシングル「Help me!!」にてCDデビュー。
- 3月16日、モーニング娘。単独ツアー「モーニング娘。コンサートツアー2013春 ミチシゲ☆イレブンSOUL〜田中れいな卒業記念スペシャル〜」（3月16日 - 5月12日）より単独ツアー参加。
- 4月11日、「モーニング娘。天気組オフィシャルブログ」に参加し、ブログを開始した。
- 5月23日、初のソロラジオとなるwebトーク「小田さくらのさくらさくらじお」（FC限定）がハロー!プロジェクトFCサイトにて配信スタート。

2014年
- 6月5日、演劇女子部 ミュージカル「LILIUM-リリウム 少女純潔歌劇-」にて初の舞台出演。
- 10月29日、モーニング娘。14枚目のオリジナルアルバム「14章〜The message〜」にてオリジナルアルバムに初参加。

2016年
- 5月27日、ワニブックスよりファースト写真集「さくら模様」を発売。
- 6月11日、「演劇女子部「続・11人いる! 東の地平・西の永遠」」にて初の男性役を演じた。

2017年
- 4月22日、NHK大阪ホールで行われた「モーニング娘。'17コンサートツアー春 〜THE INSPIRATION!〜」にて300公演達成。更に7期メンバー久住小春の在籍日数を抜き、モーニング娘。へ単独加入したメンバー中、歴代最長の在籍日数となる。

2019年
- 7月10日、前日に左肩甲骨辺りに激しい痛みを感じ、その後も同様の痛みが続いた為、病院で検査を受けた結果「頸椎椎間板症」で約1ヶ月の安静加療が必要と診断された。症状が落ち着くまで1ヶ月間公演及びイベントに欠席することが発表された。
- 8月8日、公式サイトにて、同月10日の「ROCK IN JAPAN FESTIVAL 2019」への出演より活動を再開することが発表された。

2021年
- 5月21日、前日より首と背中に痛みが出た為、病院で診察を受けた結果「背部挫傷」と診断をされたことを受け、ダンスパフォーマンスで痛みが出る懸念がある為、ハロー!プロジェクトの公演で動きを制限してのパフォーマンスで参加することを発表。
- 8月19日、喉の状態が不調の為病院で診察を受けた結果「機能性発声障害」と診断されたことを受け、開催中のハロー!プロジェクトのコンサートツアー「Hello! Project 2021 Summer Ruby」公演について、歌唱をセーブしてパフォーマンスすることを発表。

2023年
- 11月25日、「モーニング娘。'23 コンサートツアー秋「Neverending Shine Show」北海道公演にて、譜久村聖卒業による新体制のモーニング娘。サブリーダーに就任。

2025年
- 7月1日、2026年をもってモーニング娘。'26およびハロー!プロジェクトを卒業することを発表した。

## 人物
- 愛称は、小田ちゃん、さくら、おださく、さくらっきょ[1][2]。イメージカラーはラベンダー。
- 血液型A型[1]。身長152.6 cm[25]。
- 3兄妹の長女（兄と妹がいる）[26]。
- 名前の由来は映画『男はつらいよ』の寅さんの妹さくらから。父親が好きで、さくらみたいな人になってほしいということで名付けられた[27]。
- 好きな食べ物は小籠包[28]、ピノ[29]、ケンタッキーフライドチキン[30]。
- 好きな物はハロプロ、アニメ[31][32]、アイドル、Perfume、宝塚歌劇団、ニコニコ動画[33][34][35]。
- 特技はフラダンス、エモーショナル童謡。
- 自撮りとメイクの上手さに定評があり、後述のようにブログや動画でテクニックをたびたび公開している。
- オタク気質、何事にも研究熱心。家族みなオタク気質だが、自身が一番すごいという[36]。
- メンバーからは「小田ちゃん」と呼ばれることが多いが、譜久村聖からは「小田ん（おだん）」[37]、飯窪春菜からは「小田氏（おだし）」[38]、佐藤優樹からは「お団子（おだんご）」[39]と呼ばれることも多い。

### 趣味・嗜好

#### アーティスト・アイドル・舞台
- 自身も所属するハロー!プロジェクトを筆頭にアイドルが好きで、推しは元℃-uteの中島早貴と元Juice=Juiceの稲場愛香。稲場はハロプロ研修生時代からアイドルとして好きという[40]。ハロプロ以外の好きなアイドルに私立恵比寿中学を挙げており[41]、私立恵比寿中学のメンバーである柏木ひなたとは仲が良い[42][43]。
- 小学生のころからPerfumeのファンで、ファンクラブに入っていた[44]。ツアーTシャツをリハーサル着にしている[45]。
- 宝塚歌劇団のファン。春野寿美礼演じる「ファントム」に心を掴まれファンになった[46]。メンバーとたびたび観劇している[47][48]。

#### アニメ・漫画
- アニメや漫画が好きで、同じくアニメや漫画好きの元10期メンバーの飯窪春菜とはアニメや漫画について話すことが多い[49][50]。
- 好きな漫画家は萩尾望都とPEACH-PIT。萩尾の『ポーの一族』『11人いる!』は昔から自宅にあり、初舞台の際には、ポーの一族の世界観を参考にした[51]。PEACH-PITの『ローゼンメイデン』以降の作品はすべて読んでいて[52]、好きだった漫画『しゅごキャラ!』が小学生の時にアニメ化されると毎週アニメを視聴し、友達とオープニング曲とエンディング曲を歌っていた[53]。
- 小田が好きな漫画に『王子とヒーロー』を挙げたことがきっかけとなり著者山田デイジーから応援されるようになった[54]。山田の他作品「初恋はじめました。」を実写化するなら主人公の姫子を小田に演じてほしいと山田に言われている[55][56]。ネット番組にて山田の作品『恋するふたごとメガネのブルー』を人生を支えた思い出の漫画の一つとして紹介[57][58]。

### 特技・モノマネ
- フラダンスをモーニング娘。加入前の小学6年生から2年間習っていた[59]。習っていたころは髪が長く、髪に癖をつけるために毎日三つ編みのまま寝ていた。髪も踊りに使っていたのでヘアアレンジが得意[60]。テレビ出演時に特技として披露することもある。
- モーニング娘。のオーディションで自己アピールに「涙が止まらない放課後で、紺野あさ美と藤本美貴の歌が切り替わる部分」というモノマネを披露した。モーニング娘。へ加入後もラジオやライブMC、イベント等、様々な場所でモノマネを披露している[61]。今までに、ハロプロメンバー（清水佐紀、工藤遥）、倖田來未、女子バスケット部、『それいけ!アンパンマン』のアンパンマン、『名探偵コナン』の円谷光彦、『ポケットモンスター』のピカチュウ、『ONE PIECE』のトニートニー・チョッパー、『とっとこハム太郎』のハム太郎とこうしくん、『クレヨンしんちゃん』の野原ひまわり等を披露している。

### 自撮り・メイク
- 自撮りとメイクの上手さにグループ内で定評があり[62][63][64][65]、ブログや動画でテクニックをたびたび公開している。
- モーニング娘。加入前はメイクをしたことはなかったが、活動に慣れてきたころにもっと可愛くなりたいとメイクを研究し続けた結果、ファンからメイクを紹介してほしいと言われるほどになった[66]。
- 他のメンバーにメイクを施したりアドバイスをすることもある[67][68]。

### 交友
- 親友の1人に元こぶしファクトリーの浜浦彩乃を挙げている[69]。「彩乃」と呼び、「小田」「おーだ」と呼ばれる関係で、ハロプロ研修生のときから一番お世話になっている先輩だという[70][71]。敬語を覚える前から仲良くしてくれていて、先輩ながら自分には弱音を吐いてくれたり、お姉ちゃんと呼んでくるので、いつまでも大事に大切にしたいと語っている[72]。
- モーニング娘。9期メンバーの鈴木香音を大好きな先輩と慕っていた[73]。2期上だが同学年で共通の趣味もあり、プライベートでも映画やカラオケに行ったりと仲が良かった。特によく二人で行っていたのはカレー屋。カレーの後は公園に行き、語らうのが定番だった。道重さゆみの卒業後、モーニング娘。の家族感を作ってくれたのは鈴木で、いつも鈴木が笑顔でいてくれて本当に救われたという[74]。鈴木の卒業後も一緒にカラオケや映画に出かけ[75]、鈴木の家にお泊りもした[76]。

## エピソード
- モーニング娘。加入直後に発売された51stシングル「ワクテカ Take a chance」には楽曲、MVともに参加していないが、2012年10月16日に「モーニング娘。『ワクテカ Take a chance』(小田さくらVer.)」が公式チャンネルにて公開された。
- 2014年に、同じ神奈川県出身のハロプロメンバーで「ざま〜ず」を結成し、神奈川県座間市のマスコットキャラクターざまりんの公式イメージソング「ざまりんりん」を歌っている[77]。

### オーディション
- スマイレージの新メンバーオーディション（2011年）では、その日たまたま会場に来ていて一次面談を担当したつんく♂に「受け答えから何から含めてミラクル」という印象を残したが、そのままスマイレージに入れると苦労知らずで伸びないという判断から、いったん研修生をさせて様子を見ることになった[78]。
- モーニング娘。の11期メンバーオーディション（2012年）では、つんく♂から「声質、歌い方、ブレス、リズム感、立ち上がり、ピッチ、ビブラートのどれを取っても、加入当時のレベルで言うと、松浦亜弥、高橋愛あたり、ハローの歴史を振り返ってベスト3に入る」[79]、「最終的にどこまで辿りつくかはわからないが、入口の段階だけで評価すると、高橋愛、松浦亜弥、田中れいな、そのレベルには確実にいる。後藤真希や加護亜依よりも入口のレベルでは上。一般の方が見ても小田の歌がうまいことはすぐにわかると思う」[80]と評価された。
- 11期メンバーお披露目の際、目標とする先輩に歌の面では高橋愛と新垣里沙、ダンスでは℃-uteの中島早貴を挙げた[5][81]。

### 猫
- 自身が生まれる前から自宅には猫がおり、ずっと身近に猫がいる[82]。飼い猫は全て保護猫[83]。
- モーニング娘。加入時にはたく[84][85]、もも[86][87]、くり[88][89]、なな[90][91]（元捨て猫）、ぷー[92][93]（元野良猫）の5匹の猫がいた[94]。
- 2018年5月31日、きょうだい猫のセイラ[95]とのぶお[96]を迎える[97]。
- 2018年8月11日、三毛猫のオス、吉（キチ）を迎える。初めて小田が名前を付けた。名前の由来は「聞いただけじゃオスかメスかわからなくしたかった」[94]。
- 2021年6月16日、ミルクボランティアで一時的に保護していた子猫のクマを正式に譲り受ける[98]。
- 現在小田家には「セイラ、のぶお、吉、クマ」の4匹の猫がいる[94]。

## さくらのしらべ
さくらのしらべは、毎年ファンクラブ会員限定で開催される、小田さくらのソロイベント。
- ゲーム等の企画コーナーやトークは少なめで、歌をメインとしたイベント。
- イベントを収録したDVDもファンクラブ会員限定で販売。
- 『さくらのしらべ』、『さくらのしらべ2』、『さくらのしらべ3.5』はソロイベント、『さくらのしらべ3』と『さくらのしらべ4』以降はバースデーイベントとして開催。
- ハロー!プロジェクトが名古屋のミッドランドスクエア シネマ2で開催している「ENPLEX × Hello! Project 名古屋定期イベント」の1つとして、2017年の『さくらのしらべ6』から名古屋公演も開催されるようになった。

## 作品

### 映像作品
- Greeting 〜小田さくら〜（2013年1月30日、UP-FRONT WORKS、UFBW-2075）[99] - e-Hello!シリーズ（e-LineUP!期間限定販売）[100][101]
- 石田亜佑美&小田さくら（モーニング娘。'16）の「ラブラブデート in 京都 〜さくらと一緒にサクラを見に行こう!〜」完全版DVD（2016年10月4日、UP-FRONT WORKS、UFBW-2118）[102]（e-lineUP!Mall通販限定）
- Behind of Photobook〜さくら模様〜（2016年11月29日、UP-FRONT WORKS、UFXW-2016）[103]（e-lineUP!Mall通販限定）
- Sakura in Guam（2017年12月27日、zetima、EPXE-5127）[104]

## 出演

### コンサート
- ハロプロ研修生 発表会 2012〜6月の生タマゴShow!〜（2012年6月17日、山野ホール）[105][106]
- ハロプロ研修生 2012発表会 〜9月の生タマゴShow!〜（2012年9月9日、山野ホール）[107]
- M-line Special 2021〜Make a Wish!〜（2021年3月20日・8月15日、NHK大阪ホール、昼夜2公演） - ゲスト出演[108]
- M-line Special 2022 〜My Wish〜（2022年4月29日、めぐろパーシモンホール、昼夜2公演） - ゲスト出演[109]
- フィロソフィーのダンスフリーライブ「Want a Taste?」（2024年2月5日、Zepp Haneda、昼夜2公演）

### イベント
- ハロショ千夜一夜 第十九夜 小田さくら「小田さくらに50の質問」「小田さくらの10曲」（2015年4月24日、ハロー!プロジェクトオフィシャルショップ 東京秋葉原店）[110]
- ハロショ千夜一夜アネックス 第八夜 モーニング娘。'22 小田さくら＆岡村ほまれ「東京ベイ東急ホテルにいらっしゃい！」（2022年11月14日、東京ベイ東急ホテル）[111]
- 南波一海のアイドル三十六房 特別編～今年もめでたく決定！年末恒例ハロー！プロジェクトスペシャル～（2022年12月16日、タワーレコード渋谷店B1 CUTUP STUDIO）[112]

### テレビ
- TOKYO応援宣言（2016年2月6日、テレビ朝日） - ゲストナレーター
- saku saku（2017年3月6日 - 10日、tvk） - スペシャルガヤ[113]

### アニメ
- 映画 プリキュアオールスターズ 春のカーニバル♪（2015年3月14日、東映） - 自身がデザインしたオリジナル妖精の声を担当[114][115]

### ラジオ
- モーニング娘。のモーニング女学院〜放課後ミーティング〜（2012年10月6日・2013年4月6日 -、ラジオ日本）
- RIHO-DELI（2013年3月10日・17日、FM-FUJI） - 「ODA-DELI」と称し、譜久村聖と共に鞘師里保の代役を務めた[116]
- HELLO! DRIVE! -ハロドラ-（2019年1月23日 - 2月6日、Radio NEO） - 短期留学中の野中美希の代役[117][118]
- モーニング娘。'20のMBSヤングタウン（2020年1月25日、MBSラジオ） - 横山玲奈・譜久村聖・羽賀朱音と共演[119]

### ネット配信
- モーニング娘。「ワクテカ Take a chance」リリース記念番組「ゲスト まーちゃん（第2回）」（2012年10月16日、Ustream） - 司会
- 小田さくらのさくらさくらじお（2013年5月23日 - 2015年2月19日、ハロー!プロジェクトFCサイト）
- Buzz by BuzzFeed「#大切なことはすべて漫画が教えてくれた」（2018年10月25日、Yahoo! JAPAN）[120]

### ウェブ
- ウォーカープラス「さくらと猫」（2022年9月30日 - 2022年12月9日、KADOKAWA）[121][122]

### ミュージック・ビデオ
- 堀内孝雄「みんな少年だった」 - 譜久村聖とMV、コーラスに参加

### 舞台・ミュージカル
- 演劇女子部 ミュージカル「LILIUM-リリウム 少女純潔歌劇-」（2014年6月5日 - 15日、サンシャイン劇場 / 2014年6月20日・21日、森ノ宮ピロティホール） - シルベチカ 役
- 演劇女子部 ミュージカル「TRIANGLE-トライアングル-」（2015年6月18日 - 28日、サンシャイン劇場） - ローズウッド 役
- 演劇女子部「続・11人いる! 東の地平・西の永遠」（2016年6月11日・12日、京都劇場 / 16日 - 26日、サンシャイン劇場） - フォース 役（「イースト」公演）、フロル 役（「ウェスト」公演）
- 舞台「JKニンジャガールズ」（2017年2月24日、全労済ホール／スペース・ゼロ） - 日替わりゲスト[123]
- 演劇女子部「ファラオの墓」（2017年6月2日 - 11日、サンシャイン劇場） - サライ 役（太陽の神殿編）、サリオキス 役（砂漠の月編）
- 演劇女子部「ファラオの墓 〜蛇王・スネフェル〜」（2018年6月1日 - 10日、サンシャイン劇場 / 15日 - 17日、メルパルクホール大阪） - ナイルキア 役
- 演劇女子部「遙かなる時空の中で6 外伝 〜黄昏ノ仮面〜」（2019年6月7日、サンシャイン劇場） - 友情出演[124]

### CM
- 日本ケンタッキー・フライド・チキン「ガーリックホットチキン」（2023年4月5日 - ） - 賀来賢人と共演[125]

## 書籍

### 写真集
- さくら模様（2016年5月27日、ワニブックス、撮影：西田幸樹）ISBN 978-4-8470-4839-5[126][127]
- Sakura Breeze（2017年11月17日、ワニブックス、撮影：西田幸樹）ISBN 978-4-8470-4975-0[128]
- さくらのきせつ（2019年3月12日、ワニブックス、撮影：西田幸樹）ISBN 978-4-8470-8202-3[129][130]
- SAKURA COLOR（2020年4月20日、ワニブックス、撮影：西田幸樹）ISBN 978-4-8470-8286-3[131]
- さくら日和（2023年3月12日、オデッセー出版、撮影：西村康）ISBN 978-4-8470-8478-2[132]
- SAKURA FLOW（2024年7月19日、ワニブックス、撮影：熊谷貫） ISBN 978-4-8470-8565-9[133]

### フォトエッセイ
- さくらと猫（2023年7月18日、株式会社KADOKAWA、撮影：中村和孝）ISBN 978-4048976015

## 所属グループ・ユニット
- モーニング娘。（2012年 - ）
  - モーニング娘。20th（2017年 - 2018年）
- 企画ユニット
  - ODATOMO（2014年）
  - ざま〜ず（2014年）
- シャッフルユニット
  - ハロプロ・オールスターズ（2018年 - 2020年）